# Olinto Cristina

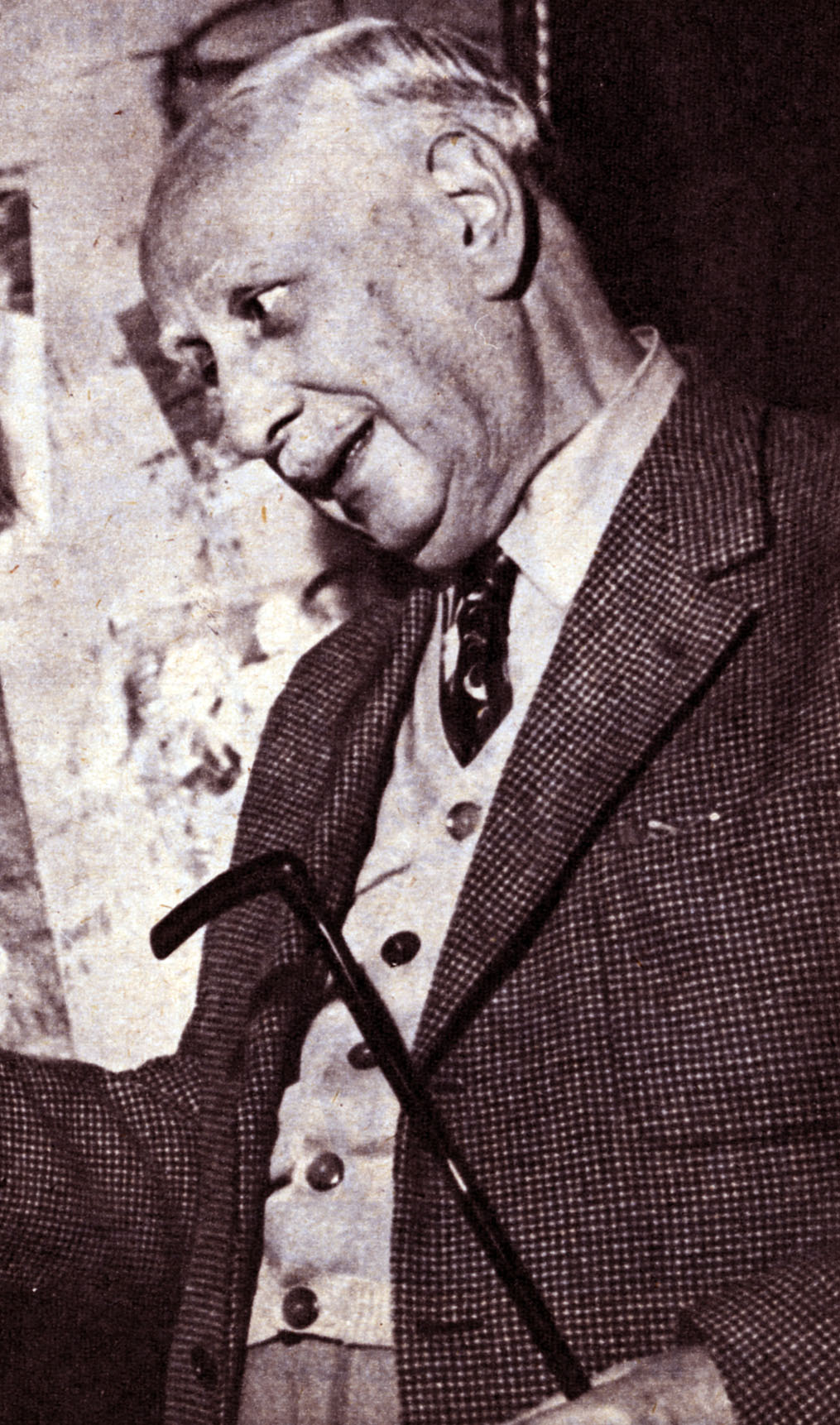
Olinto Cristina (1961)

Olinto Cristina (* 5. Februar 1888 in Florenz; † 17. Juni 1962 in Rom) war ein italienischer Schauspieler.

## Leben
Cristina, der Sohn der Schauspieler Raffaello Cristina und Cesira Sabatini, begann seine Karriere als Kind in der Kompagnie von Tina Di Lorenzo und Flacio Andò. Im Laufe der Jahre gehörte er zahlreichen Ensembles an; bedeutende Mitspieler waren Ruggero Ruggeri, Emma Gramatica, Armando Falconi, Ermete Zacconi und Luigi Almirante. Bei den „Spettacoli Gialli“ unter Romano Calò spezialisierte Cristina sich auf Rollen als „Erster Charakterdarsteller“ und „Allesspieler“.
Im Kino debütierte Cristina erst recht spät, bei der neuen Cines 1932, war jedoch bis zu Ende der 1940er Jahre ein vielbeschäftigter Nebendarsteller in mehr als 80 Filmen. Daneben widmete er sich zahlreichen Radioarbeiten und war ein gefragter Synchronsprecher, der seine Stimme Schauspielern wie Edward Everett Horton, Frank Morgan und Alan Hale oder Thomas Mitchell lieh. 1956 gehörte er, seine Filmkarriere beendend, zur Premierenbesetzung von Arthur Millers Hexenjagd in der Inszenierung von Luchino Visconti; er blieb am „Teatro delle Arti“ und spielte mit Elsa Merlini. Auch das aufkommende Fernsehen bot ihm in diesen Jahren Auftrittsmöglichkeiten unter Regisseuren wie Silverio Blasi, Alberto Casella und Gianni Morandi, wobei er Fernsehspiele ebenso annahm wie Theaterverfilmungen.
Cristina war mit der Schauspielerin Augusta Petoni verheiratet und der ältere Bruder der Theaterdarstellerinnen Ines Cristina Zacconi, Ada Cristina Almirante und Jone Frigerio.

## Filmografie (Auswahl)
- 1932: Pergolesi
- 1936: Die Liebe des Maharadscha (Una donna tra due mondi)
- 1936: Die weiße Schwadron (Lo squadrone bianco)
- 1937: Karthagos Fall (Scipione l'africano)
- 1938: 3 Frauen um Verdi (Giuseppe Verdi)
- 1939: Skandal um Dora (Dora Nelson)
- 1941: Die Verlobten (I promessi sposi)
- 1942: Mein Leben für dich (Una storia d'amore)
- 1944: Achtung, Aufnahme (Silenzio, si gira!)
- 1948: Kritische Jahre (Anni difficili)
- 1950: Toselli-Serenade (Romanzo d'amore)
- 1952: Der Mantel (Il cappotto)
- 1953: Es ist nie zu spät (Non è mai troppo tardi)
- 1953: Vergib mir Madonna (Noi peccatori)
- 1954: Dirnentragödie (La schiava del peccato)
- 1957: L’ultima violenza